# Stefan Ristowski
Stefan Ristowski (mac. Стефан Ристовски, ur. 12 lutego 1992 w Skopje) – macedoński piłkarz grający na pozycji prawego obrońcy. Od 2021 jest zawodnikiem klubu Dinamo Zagrzeb.

## Kariera piłkarska
Swoją karierę piłkarską Ristowski rozpoczął w klubie Wardar Skopje. W 2008 roku awansował do pierwszej drużyny i w sezonie 2008/2009 zadebiutował w jej barwach w pierwszej lidze macedońskiej. W Wardarze grał do końca 2010 roku.
W 2011 roku Ristowski odszedł z Wardaru do Parmy. W sezonie 2011/2012 został z niej wypożyczony do grającego w Serie B, FC Crotone. W Crotone swój jedyny mecz rozegrał 6 stycznia 2012 w przegranym 0:3 wyjazdowym meczu z Brescią Calcio. Wiosną 2012 grał we Frosinone Calcio w Serie C1.
Latem 2012 Ristowskiego wypożyczono do AS Bari, w którym swój debiut zaliczył 25 sierpnia 2012 w zwycięskim 2:1 domowym meczu z AS Cittadella. W zespole Bari spędził sezon.
W 2013 roku Ristowski znów został wypożyczony, tym razem do klubu US Latina Calcio. Swój debiut w Latinie zanotował 31 sierpnia 2013 w zremisowanym 1:1 domowym spotkaniu z US Avellino. W Latinie grał w sezonie 2013/2014.
W 2014 roku Ristowski wrócił do Parmy i 31 sierpnia 2014 zadebiutował w niej w Serie A w przegranym 0:1 wyjazdowym meczu z Ceseną. Jesienią rozegrał 6 meczów w Parmie, a wiosną ponownie został wypożyczony do Latiny Calcio.
Latem 2015 Ristowski został zawodnikiem Spezii Calcio i nie długo potem trafił na wypożyczenie do HNK Rijeka. W chorwackiej pierwszej lidze zadebiutował 19 lipca 2015 w zremisowanym 3:3 domowym meczu z NK Slaven Belupo. W sezonie 2015/2016 wywalczył z Rijeką wicemistrzostwo Chorwacji.
| Sezon   | Klub             | Kraj               | Rozgrywki | Mecze | Gole |
| ------- | ---------------- | ------------------ | --------- | ----- | ---- |
| 2008/09 | Wardar Skopje    | Macedonia Północna | Prwa Liga | 6     | 0    |
| 2009/10 | Wardar Skopje    | Macedonia Północna | Prwa Liga | 11    | 1    |
| 2010/11 | Wardar Skopje    | Macedonia Północna | Prwa Liga | 6     | 0    |
| 2010/11 | Parma FC         | Włochy             | Serie A   | 0     | 0    |
| 2011/12 | FC Crotone       | Włochy             | Serie B   | 1     | 0    |
| 2011/12 | Frosinone Calcio | Włochy             | Serie C1  | 12    | 0    |
| 2012/13 | AS Bari          | Włochy             | Serie B   | 19    | 0    |
| 2013/14 | US Latina Calcio | Włochy             | Serie B   | 33    | 2    |
| 2014/15 | Parma FC         | Włochy             | Serie A   | 6     | 0    |
| 2014/15 | US Latina Calcio | Włochy             | Serie B   | 19    | 0    |
| 2015/16 | HNK Rijeka       | Chorwacja          | Prva liga | 32    | 0    |

## Kariera reprezentacyjna
W reprezentacji Macedonii Ristowski zadebiutował 10 sierpnia 2011 roku w wygranym 1:0 towarzyskim meczu z Azerbejdżanem, rozegranym w Baku.